# 오무라 와이치로
오무라 와이치로(일본어: 大村 和市郎, 1933년 1월 1일 ~ ?)는 일본의 전 축구 선수이다.

## 국가대표팀 경력
그는 1956년 하계 올림픽 예선에 참가할 일본 국가대표팀에 발탁되었으며, 6월 3일 대한민국와의 경기에서 데뷔했다. 1956년 하계 올림픽, 1958년 아시안 게임에 출전했다. 그는 1958년까지 국제 A매치 통산 5경기에 출전했다.

## 통계
| 일본 | 일본 | 일본 |
| 연도 | 출전 | 득점 |
| ---- | ---- | ---- |
| 1956 | 3    | 0    |
| 1957 | 0    | 0    |
| 1958 | 2    | 0    |
| 통산 | 5    | 0    |